# Карпюк Катерина Володимирівна
Катери́на Володи́мирівна Карп́юк (дошлюбне прізвище — Климю́к; нар. 2 червня 1995) — українська легкоатлетка, яка спеціалізується в бігу на 400 метрів, бронзова призерка чемпіонату Європи серед молоді (2017), чемпіонка Універсіади (2019), багаторазова чемпіонка та призерка національних першостей у спринтерських дисциплінах, рекордсменка України з естафетного бігу 4×400 метрів у приміщенні.
На національних змаганнях представляє Запорізьку область.

## Спортивна кар'єра
У 2018 стала фіналісткою «зимового» чемпіонату світу в Бірмінгемі в естафетному бігу 4×400 м.
13 липня 2019 естафетна четвірка у складі Марії Миколенко, Анастасії Голєнєвої, Катерини Карпюк та Тетяни Мельник з результатом 3.30,82 фінішувала першою в естафеті 4×400 метрів на XXX Літній універсіаді в Неаполі.
У жовтні на 7-х Всесвітніх Іграх серед військовослужбовців в Китаї в естафеті 4×400 метрів з результатом 3.33,68 разом з Марією Миколенко, Анною Рижиковою та Анастасією Бризгіною здобула «бронзу».
7 березня 2021 на чемпіонаті Європи в приміщенні в Торуні стала співавторкою національного рекорду з естафетного бігу 4×400 метрів (3.30,38) разом з Анною Рижиковою, Анастасією Бризгіною та Вікторією Ткачук.
Рекордсменка України в змішаній естафеті 4×400 метрів.